# Giustiniano degli Avancini
Giustiniano Giuseppe Giovanni Carlo Francesco Antonio degli Avancini auch de Avancini oder eingedeutscht Justinian Avancini (* 17. Januar 1807 in Levico; † 22. Juli 1843 in Venedig) war ein Historienmaler.

## Leben
Giustiniano degli Avancini gehörte einem alten, ursprünglich aus Trient stammenden Adelsgeschlecht an, das 1555 von Kaiser Karl V. geadelt worden war. Er wurde 1807 im damals zum Königreich Bayern gehörenden Levico im Suganertal geboren. Bereits in seiner Kindheit kristallisierte sich sein malerisches Talent heraus. Nach den Wünschen seiner Eltern sollte er eigentlich Jura studieren. Auf Drängen des Freundeskreises sahen die Eltern jedoch davon ab.
In den 1820er Jahren ging Giustiniano degli Avancini nach Padua und wurde dort Schüler des aus Belluno stammenden Malers Giovanni Demin (1786–1859). 1825 malte er das Gemälde Ferdinand von Österreich-Tirol erblickt Philippine Welser am Fenster ihrer Eltern, bei ihrer ersten Begegnung in Augsburg und übersandte das Bild auf eigene Kosten an das Nationalmuseum Innsbruck und legte der Sendung noch die von ihm verfasste Novelle Ferdinando conte del Tirolo bei.
Auf Empfehlung Demins verließ er 1826 Venetien und ging nach Mailand. Dort perfektionierte er seine Fähigkeiten bei Pelagio Palagi. Zu Beginn der 1830er Jahre zog er nach Rom. Während seines Aufenthaltes in Rom verkehrte er unter anderem mit den Malern Vincenzo Camuccini, Francesco Podesti, Jean-Auguste-Dominique Ingres, Eugène Delacroix, Peter von Cornelius und dem Bildhauer Innocenzo Fraccaroli. Die in Rom geschlossenen Freundschaften mit anderen Künstlern veranlassten ihn 1835 zu einer Europareise aufzubrechen.  Er reiste nach München, Dresden, Hamburg, Berlin, Paris und Wien und traf hierbei unter anderem Peter von Cornelius.
Anschließend ließ er sich in Venedig nieder. Er starb 1843 im Alter von 36 Jahren an den Folgen einer Enzephalitis.  Der Besitz des kinderlos gebliebenen Giustiniano degli Avancini ging an seinen fünf Jahre jüngeren Bruder Emilio, der mehrere Jahre Bürgermeister von Levico war. Letzterer ließ im Geburtshaus der Brüder eine Gedenkstätte mit einigen Werken seines älteren Bruders einrichten.

## Mitgliedschaften
Giustiniano degli Avancini war Mitglied des Wiener Vereins zur Beförderung der bildenden Künste, der 1831 gegründet worden war.

## Auswahl seiner Werke

Christoph Kolumbus mit seinem Sohn Diego im Kloster La Rábida
Der Levit von Ephraim
Im Atelier des Malers
Frauenkopf

## Schriften (Auswahl)
- Ferdinando conte del Tirolo. Rovereto 1825 (Digitalisat).